# 638 (tal)
638 är det naturliga heltal som följer 637 och följs av 639.

## Matematiska egenskaper
- 638 är ett jämnt tal.
- 638 är ett sammansatt tal.
- 638 är ett defekt tal.
- 638 är ett Sfeniskt tal.
- 638 är ett glatt tal.
- 638 är ett Sfeniskt tal.
- 638 är ett Centrerat heptagontal.

## Inom vetenskapen
- 638 Moira, en asteroid.